# قصاب‌مرغ تاگولا
قصاب‌مرغ تاگولا (نام علمی: Cracticus louisiadensis) نام یک گونه از سرده قصاب‌مرغ‌ها است.